# Mosteiro de Santa Maria de Maceira Dão

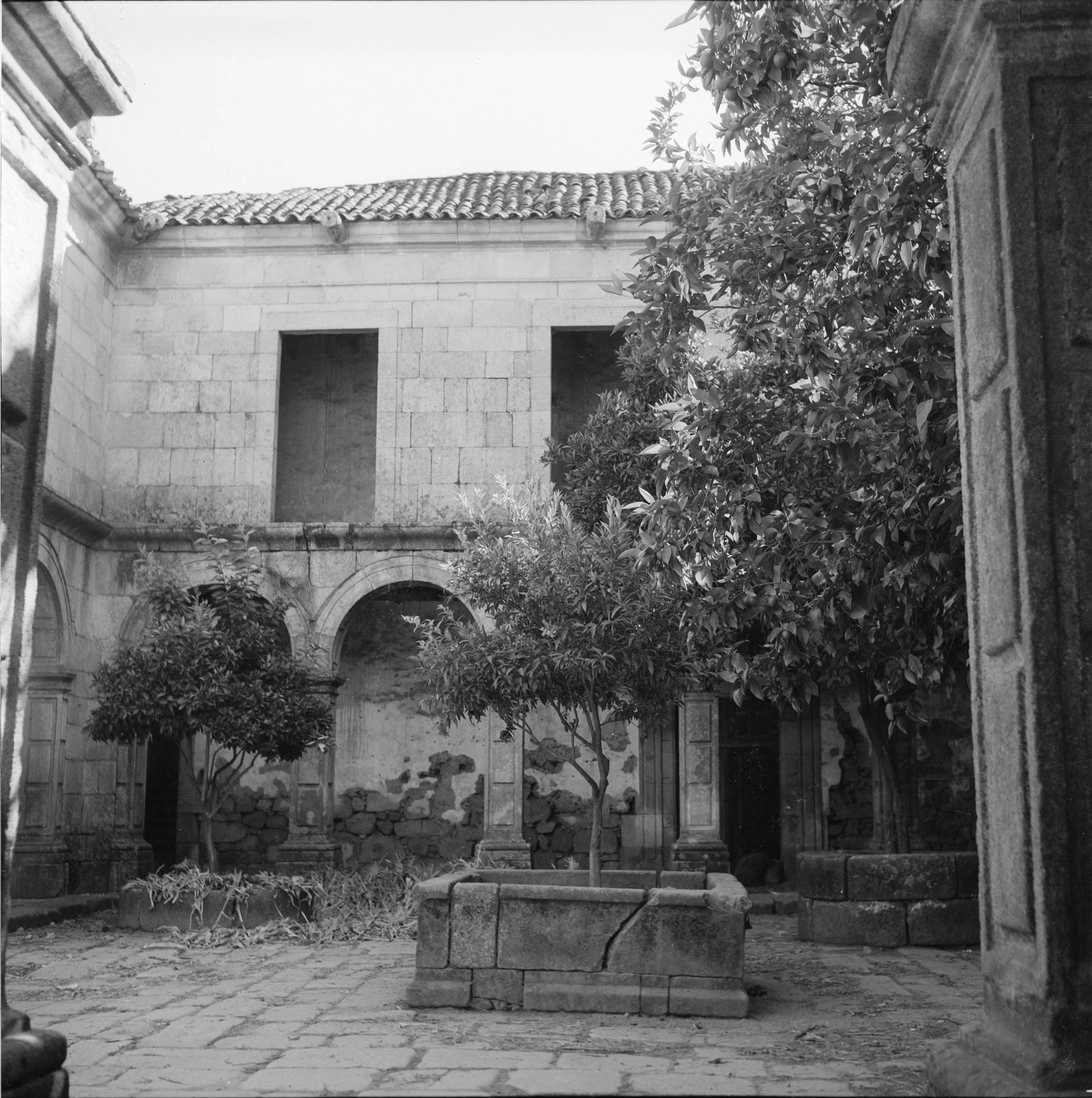

O Real Mosteiro de Santa Maria, ou Mosteiro de Santa Maria de Maceira Dão, localiza-se na povoação de Vila Garcia, freguesia de Fornos de Maceira Dão, município de Mangualde, no Distrito de Viseu, em Portugal.
O Mosteiro de Santa Maria de Maceira Dão está classificado como Monumento Nacional desde 2002.

## História
Foi fundado por Sueiro Teodoniz em 1161, primitivamente na possessão de Moimenta, obedientes à regra da Ordem de São Bento. Desde cedo, entretanto, abraçaram a regra da Ordem de Cister, tornando-se obedientes ao Mosteiro de Alcobaça. Poucos anos mais tarde, em 1173, foi transferido para Fornos de Maceira Dão. D. Afonso Henriques foi seu protector, pelas prerrogativas e grandes coutos com que o dotou. Nos anos seguintes o seu património aumentou muito, mercê das doações que os fiéis lhe iam oferecendo.
Em 1560, o Cardeal D. Henrique determinou que os bens do extinto mosteiro de freiras bernardas de S. João do Vale de Madeiros lhe fossem anexados.
Com a extinção das ordens religiosas masculinas em 1834, os coutos de Maceira Dão passaram a integrar o concelho de Mangualde. Em 1837, a Câmara Municipal deliberou no sentido da sua administração.
Na década de 1960, o conjunto foi adquirido por uma família de Pombal, que passou a explorar a propriedade, embora não dispondo de recursos para a conservação do imóvel histórico. À época já se encontrava sem recheio, revestimento ou ornamentos. Retábulos, altares e imagens já tinham sido dispersos.
Em precárias condições de conservação, os seus vários espaços, inclusive a igreja, têm servido como depósito de alfaias e produtos agrícolas, e mesmo como abrigo para galinhas.

### Intervenção em 2020/23
Em outubro de 2020, foi iniciada uma intervenção estrutural com substituição do revestimento em telha, ações de conservação e restauro sobre elementos pétreos, recuperação e consolidação de alvenarias e abóbadas, e instalação de caixilharias. Serão consideradas também ações de travamento estrutural nas arcadas do claustro e no tardoz da capela-mor.
Para esta obra, foi aprovada uma candidatura no valor de 500 mil euros, dos quais 425 mil são comparticipados pelo Fundo Europeu de Desenvolvimento Regional.
A requalificação permitiu a concretização de dois objetivos estratégicos: a interpretação cultural, histórica e arquitetónica do lugar através da criação de uma exposição de longa duração e a sua inserção nos roteiros culturais e turísticos do Município de Mangualde, cujos serviços culturais já elaboraram um plano de programação cultural que envolve agentes culturais locais e nacionais.
O mosteiro reabriu portas em 16 de dezembro de 2023, concluídas que estão as obras de requalificação e estabilização onde foram investidos cerca de 600 mil euros.

## Classificação
Encontra-se classificado como Monumento Nacional pelo Decreto nº 5/2002, publicado no Diário da República nº 42 de 19 de Fevereiro de 2002, por iniciativa da Associação Cultural Azurara da Beira. Insere-se em zona de interesse paisagístico.

## Características
Apresenta arquitectura com elementos em estilo maneirista e barroca dos séculos XVII e XVIII. Entre eles destacam-se:
- a torre medieval, erguida entre os séculos XII e XV, dividida internamente em três pisos de adega e celeiro, ainda hoje relativamente bem conservada;
- as edificações monásticas do século XVIII em que se destacavam, no piso térreo, o claustro com fonte, a sala do capítulo, o refeitório, a cozinha, a adega, e, no piso superior, os aposentos do abade, a biblioteca, a enfermaria e as celas;
- a Igreja de Nossa Senhora da Assunção, do século XVIII, que se destaca por apresentar uma singular frontaria em tronco de cilindro com as armas reais sobre a entrada.